# Pålspärr

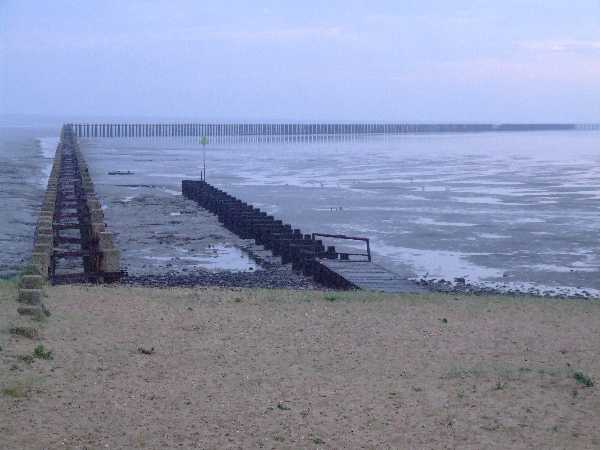
Pålspärr från andra världskriget, Storbritannien.

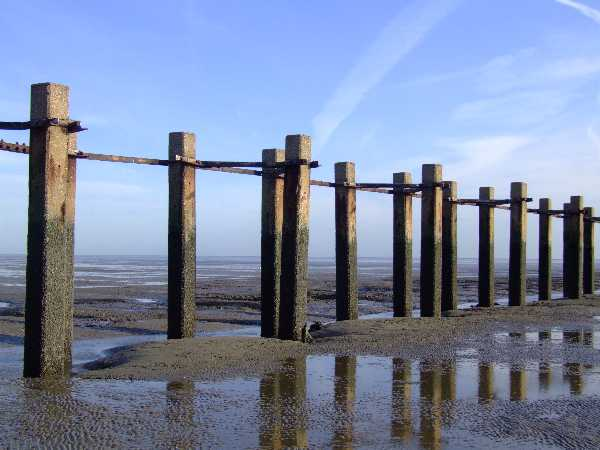
Pålspärr från andra världskriget, Storbritannien.

Pålspärr, även stäk eller bom med mera, är vattenanlagda spärranläggningar av virke, betong eller metall med mera som används för att hindra fartyg från att segla in i till exempel en hamn eller att passera en strategiskt viktig farled. Vanligtvis var pålspärrar konstruerade med hjälp av stående pålar på sjöbotten som stack upp och slutade strax under eller ovanför vattenytan. Anläggningen kunde kompletteras med bommar, bomkedjor eller försänkningar såsom stenkistor med mera.
Exempel på platser i Sverige där än idag delar av gamla pålspärrar finns bevarade är Stegeborg (stäkeborg), Kallerhamn i Nordre Älv och Birka samt Pålsund, Södertälje.

## Funktion
Pålspärrar används främst för två funktioner. Den främsta är som försvarsanläggning för att spärra av en farled i syfte att tvinga inkommande flottor att vända om eller gå iland tidigare än planerat, långt ifrån deras mål, alternativt att tvinga in de i en farled där försvararen kan gå i bakhåll.
Den andra är att spärra en farled som en sorts tullstängsel i syfte att tvinga fartyg med förtullbara varor förbi en tullstation. Ett exempel härför är Pålsundet i Stockholm. Denna pålspärr för sjötrafik gick tillbaka till Gustav II Adolfs tid. Sedan "lilla tullen" infördes år 1622 var Pålsundet sjötull för trafiken till och från Mälaren och sundet pålades igen för att stoppa smitare.

## Stäk

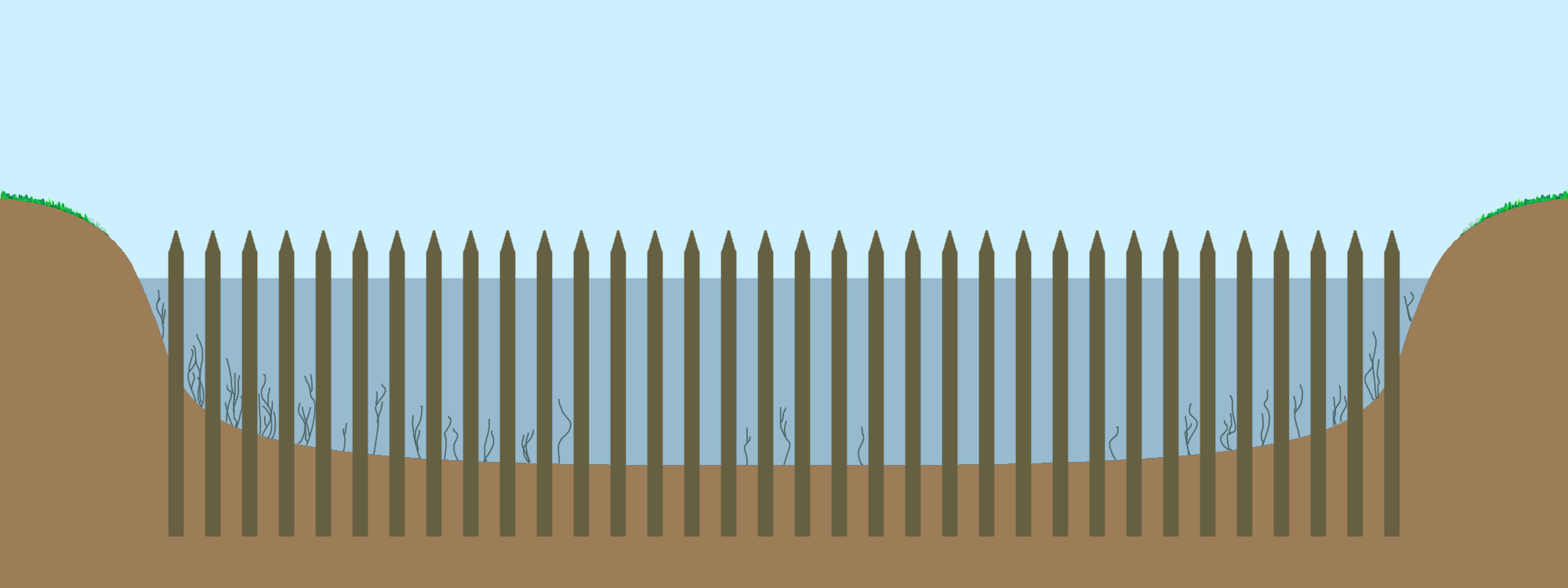
Enkel pålspärrsprincip (stäk).

Stäk, steg eller stig (fornöstnordiska: stœk, fornvästnordiska: stik), vilket härrör samma rot som stake, stag och staket, betecknar ett system av pålar i vatten för att spärra av en farled vanligtvis i avsikt att försvara området innanför stäket, för att kontrollera handeln eller för att leda fisk i en viss riktning. Stäk har sedermera blivit synonymt med sund.
Flera namn på platser och orter kan eventuellt härledas till sådana anläggningar i deras närhet, till exempel: Stegeborg (Stækaborg 1310) med farledsspärrar i Slätbaken, Stäkängen vid Norrköping, Stegenav i Kolding fjord i Danmark, ”Steken” vid Göta Älv, Stijgegapet i Foteviken i Skåne, Baggensstäket i Nacka och Almare-Stäket i Upplands-Bro.

## Bom

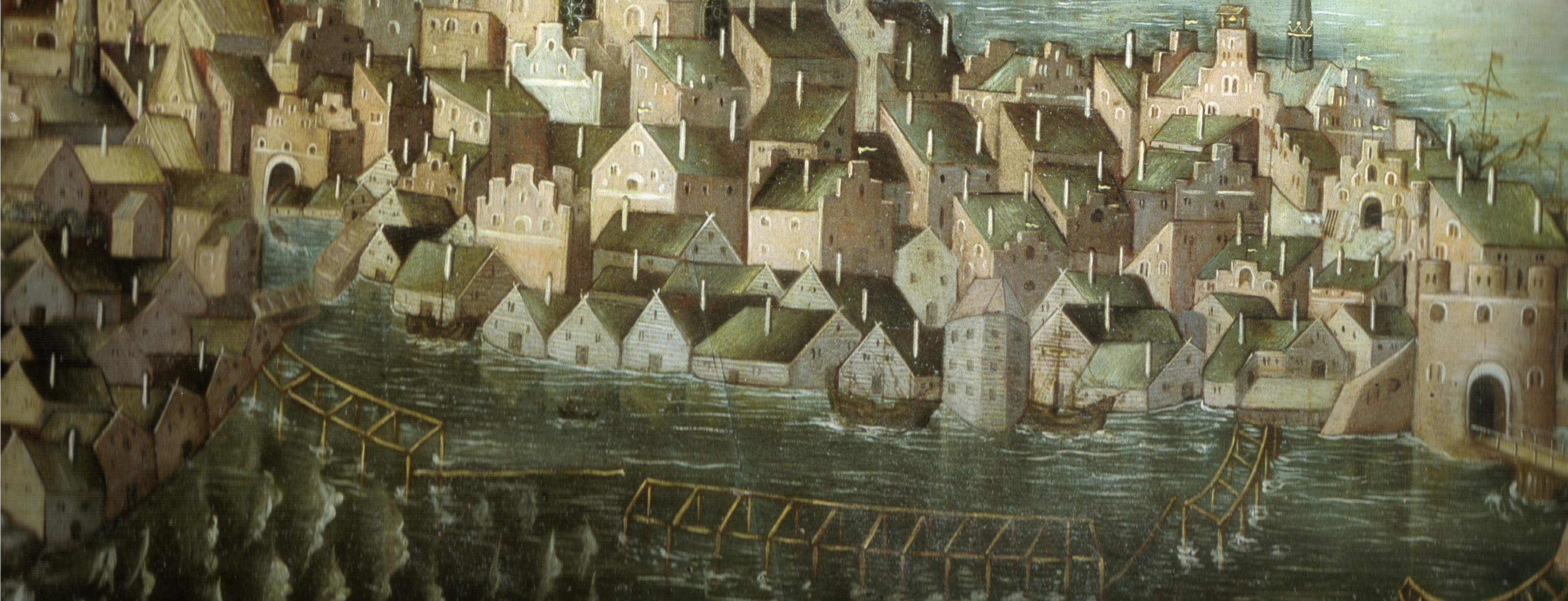
Del av Stockholms pålkrans på Vädersolstavlan från 1535, tidsenligt kallat "bommen".

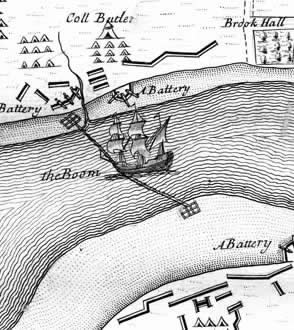
Bomkedja eller kedjebom etc, 1600-tal.

Bommar (jämför engelska: boom) är pålspärrar eller liknande med bommar, alltså liggande bjälkar, som spärrande element, vilka kan vara sammanlänkade eller flytande (se nedan).
Typer:
- Bomkedja – kedja som tjänstgör som bom eller som förstärker en bom[1]
- Flottbom eller flytande bomstängsel – flytande bom, uppgjord av sammanlänkade bjälkar som flyter på vattnet[2]
- Hamnbom – bom som tillsluter en hamn[3]
- Kedjebom – bom som utgörs av sinsemellan rörliga bjälkstycken[4]
- Bomstängsel – samling bommar eller timmer som sitter ihop med kedjor eller ståltrossar och spänns över en farled med ankare, ibland försedda med dubbar för att riva sönder lättklädda småbåtar[5]
- Sjöbom – bom vid vilken sjötull togs upp[6]
- Sjötullsbom – bom som fungerar som tullstaket[7]
- Stadsbom – stoppbom till en stads pålspärr vid vilken passerande var skyldig att stanna och undergå pass- eller tullkontroll[8]
- Stoppbom – öppningsbar bjälke avsedd att hindra och tillåta passage genom en sjöbom[9]
- Tullbom – stoppbom avsedd att hejda passerande för tullkontroll[10]

## Pålkrans
Pålkrans är främst ett bildligt begrepp och avser kransformiga (cirkelformiga) pålspärrar eller vattengående pallisader.

### Pålkransen i Stockholm

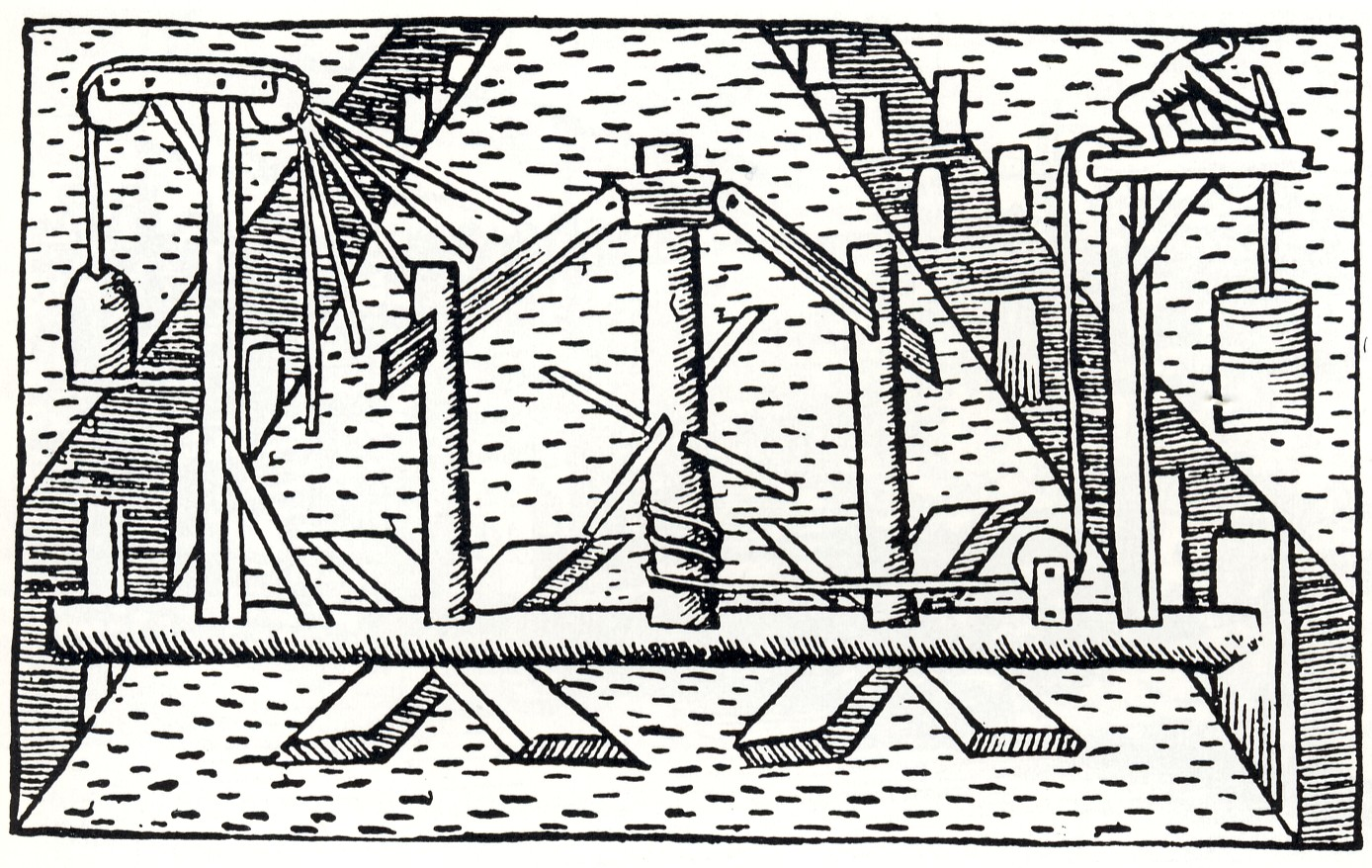
Pålkran från 1500-talet som på isen med en "väldig tyngd" driver ned pålar enligt Olaus Magnus Historia om de nordiska folken.

Stockholms medeltida pålkrans bestod av flottbommar gjorda av hoplänkade stockar. Liksom stadsporten öppnades och låstes bommarna av "bomslutare". Under medeltiden kallades denna försvarsanordning kort och gott för "bommen". Pålkransen, som den visas på 1500-tals illustrationer, bestod av dubbla pålrader förbundna med längs- och tvärgående stockar. Utanför Kornhamn krävdes grovt och långt virke på grund av det stora vattendjupet. Under 1500-talets början inköptes flera hundra pålar som var 24 meter långa och mer. Senare var det svårt att få tag i så långa stockar och man började skarva med hjälp av spik och smidda skarvringar. För själva indrivningen av pålarna i sjöbotten användes en speciell pålkran som var monterad på stadens pråm. På vintern kunde man slå ner pålarna från isen.
I pålkransen fanns inseglingsöppningar som stängdes med bommar nattetid och vid fara. Anläggningen fungerade både som tullstaket och gräns för det inre hamnområdet.